# 贾永生
贾永生（1947年—），北京通州人，中国人民解放军将领、中国人民解放军中将。
毕业于中央党校。2003年，接替黄恒美，担任兰州军区空军司令员。2006年，接替景文春，担任北京军区副总司令兼北京军区空军司令员。2011年，由江建曾接任。2005年，授中国人民解放军中将军衔。2008年起担任全国人大代表。